# 박종기
박종기(朴鍾基, 1879년 ~ 1939년 또는 1880년 ~ 1947년)는 조선 고종, 일제강점기 때의 대금 산조 명인이다. 전라남도 진도(珍島)에서 출생하였다.
대금 연주에서, 정악(正樂)에 김계선(金桂善), 민속악(民俗樂)에 박종기로 쌍벽을 이루었다. 일제 때 삼남지방(三南地方)에서는 ‘박젓대’라면 모르는 이가 없을 만큼 이름을 날렸다. 어려서부터 젓대의 학습에 열심이었고, 뛰어난 재주로 사람들을 놀라게 하였다.
그는 재래의 심방곡(心房曲)·봉장취 같은 곡에도 능하였을 뿐 아니라 판소리 음악에도 조예가 깊어서 산조에 판소리 기법을 많이 활용하여 대금산조의 체계를 세운 공이 크다.
부모의 중병에 살을 도려 약에 쓴 효행을 비롯한 여러 가지 일화를 남긴 기인(奇人)이었다.
조선성악연구회(朝鮮聲樂硏究會)에서 기악 부문의 연주와 교육에 활약하였다. 그의 제자로 한주환(韓周煥)이 있다. 왜정 때 취입한 산조 음반과 많은 기악반주 음반이 남아 있다.